# Џек Ноуел
Џек Ноуел (енгл. Jack Nowell; 11. април 1993) професионални је рагбиста и репрезентативац Енглеске који тренутно игра за Ексетер чифсе.

## Биографија
Висок 177 цм, тежак 87 кг, Ноуел је од почетка каријере у Ексеитеру. За енглеску репрезентацију је до сада одиграо 10 тест мечева и постигао 7 есеја.